# Raray
Raray é uma comuna francesa na região administrativa de Altos da França, no departamento de Oise. Estende-se por uma área de 6,72 km². Em 2010 a comuna tinha 140 habitantes (densidade: 20,8 hab./km²).